# スタニスワフ・コワルスキー
スタニスワフ・コワルスキー（Stanisław Kowalski、1910年4月14日 - 2022年4月5日）は、ポーランドのアマチュアアスリート、長寿の男性。ドルヌィ・シロンスク県在住。2018年3月19日にヨセフ・ジェルクが死去して以来、ポーランド最高齢男性となっており、死去した時点ではヨーロッパ全体でも男性最高齢、ポーランド国内では男女を含めてもテクラ・ユニェヴィチに次ぐ2番目に長寿の人物であった。また、ポーランドの歴代最高齢男性でもあり、110歳、111歳の誕生日を迎えた最初の男性であった。

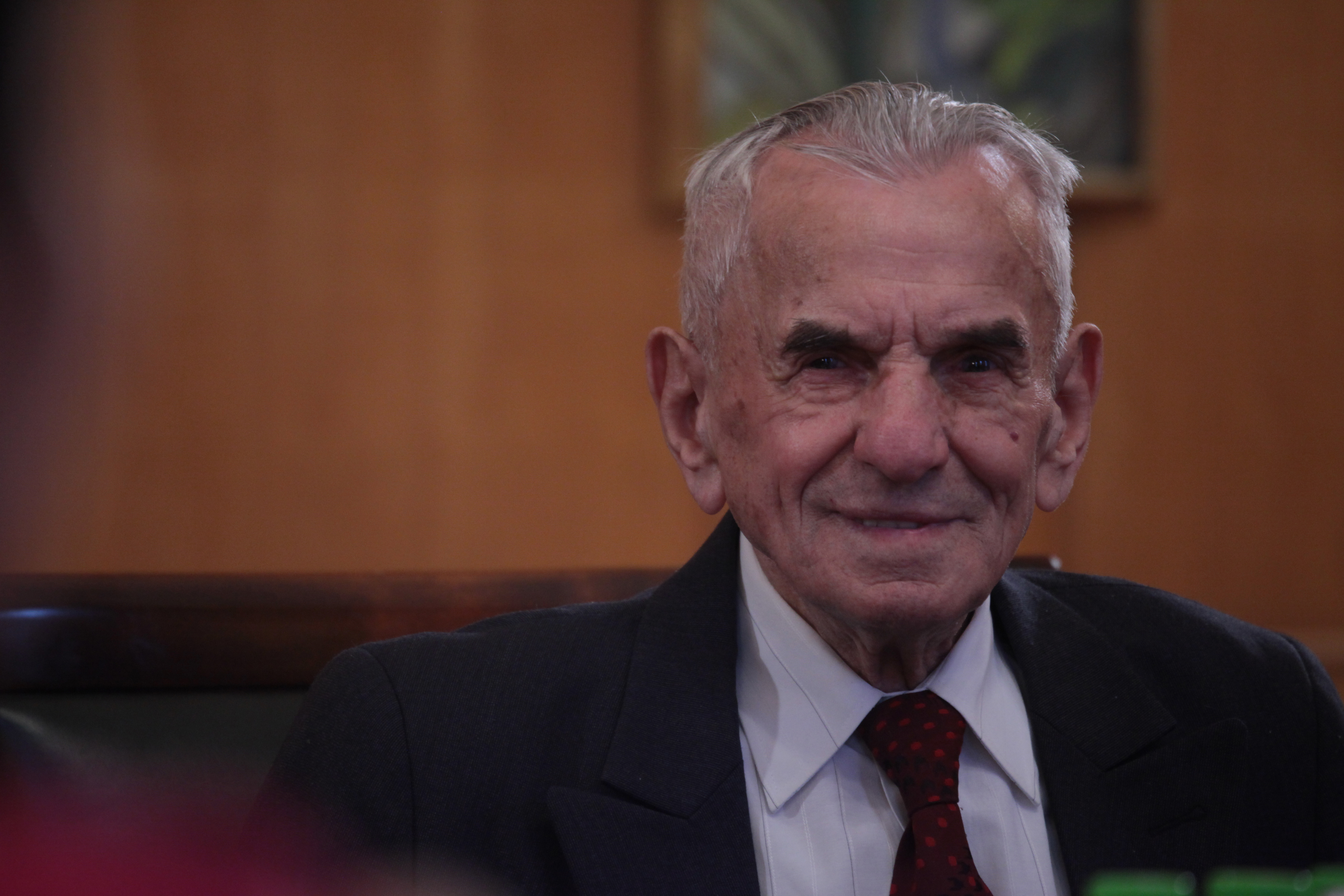
スタニスワフ・コワルスキー（2015年）

## 来歴
1910年4月14日、出生。同地で30代後半まで暮らした。主に鉄道員として働いていた。天候にかかわらずサイクリングを行っており、数十年間続けたという。1952年に軍事訓練場の境界線が広がった際に引っ越しを行い、そこで農場を経営することとなった。また、母親は99歳まで生きている長寿の家庭出身である。
2014年5月10日、当時104歳ながら100m走を32.79秒で走破し、100歳以上の部門でヨーロッパ新記録を樹立した。2015年にトランで開催された退役軍人選手権にも出場し、世界最高齢のアスリートとなった。その日も100m走を34.5秒で走破し、砲丸投で4.27メートル、円盤投においても7.5mの記録を出した。その後2016年に現役アスリートを引退することとなった。2019年にふたたびレースを行う気持ちを表明したが、体調の関係から辞退することとなった。長寿の秘訣として、「医者に行かないこと」「望むことは何でもすること」などと語っている。 
2022年4月5日に死去。111歳356日没。112歳の誕生日の9日前だった。